# 변론을 시작하겠습니다
《변론을 시작하겠습니다》(영어: May It Please the Court)는 디즈니플러스에서 2022년 9월 21일부터 매주 수요일 오후 4시 방영 예정인 대한민국의 법정, 미스터리 드라마이다.

## 기획의도
성공을 위해 무엇이든 물어뜯는 독종 변호사 ‘노착희’와 꽂히면 물불 안가리는 별종 변호사 ‘좌시백’, 극과 극인 두 변호사가 함께 일하며 맞닥뜨리는 사건 속 숨겨진 진실을 추적하는 법정 미스터리 드라마

## 제작진

### 연출
- 강민구

### 극본
- 김단

## 등장인물

### 주요인물
- 이규형 : 좌시백 역
- 정려원 : 노착희 역
- 정진영 : 장기도 역
- 김혜은 : 오하란 역

### 그 외 인물
- 전무송 : 장병천 역
- 김상호 : 신치식 역
- 정민성 : 한달재 역
- 류성현 : 조현식 역
- 박정학 : 윤석구 역
- 김동균 : 천재호 역
- 박소진 : 장이연 역
- 고규필 : 도영수 역
- 홍서준 : 오대현 역
- 우강민 : 정재근 역 - 정 형사
- 이상희 : 유경진 역 - 유 형사
- 황정용
- 오만석 : 노유철 역
- 신현종 : 박강일 역
- 소이 : 최윤정 역
- 정재원 : 이귀동 역
- 길해연 : 이귀동의 어머니 역

### 특별출연
- 김주연 : 이순영 역 (1회)
- 신승환 : 곽 사장 역 (1회)